# Ан Енрайт
Ан Енрайт (на английски: Anne Enright) е ирландска телевизионна продуцентка, режисьорка и писателка на произведения в жанра драма, любовен роман и документалистика.

## Биография и творчество
Ан Енрайт е родена на 11 октомври 1962 г. в Дъблин, Ирландия. След завършването на гимназията „Сейнт Луис“ през 1979 г. получава двугодишна международна стипендия за Пиърсън Колидж във Виктория, Британска Колумбия, където получава бакалавърска степен през 1981 г. След това получава през 1985 г. бакалавърска степен по английски език и философия в Тринити Колидж, Дъблин. Започва да пише сериозно, когато получава електрическа пишеща машина за 21-вия си рожден ден. Получава стипендията „Чийвнинг“ на Министерството на външните работи на Великобритания и посещава курс по творческо писане към Университета на Източна Англия при Анджела Картър и Малкълм Бредбъри и завършва с магистърска степен през 1987 г.
В периода 1987 – 1993 г. Ан Енрайт работи като телевизионен продуцент и режисьор в Ирландското радио и телевизия в Дъблин в продължение на шест години и продуцира програмата „RTÉ Nighthawks“ в продължение на четири години. След това работи в детските програми в продължение на две години и пише в свободното си време. Разказите ѝ са публикувани в различни вестници и списания.
Първата ѝ книга, сборникът с разкази „The Portable Virgin“ (Преносимата девственица), е издадена през 1991 г. Книгата получава престижната награда „Руни“ за ирландска литература. През 1993 г. писателката напуска работата си и се посвещава на писателската си кариера.
Първият ѝ роман „The Wig My Father Wore“ (Перуката, която носеше баща ми) е издаден през 1995 г. и третира теми като любовта, майчинството и католическата църква.
През 2007 г. е публикуван романа ѝ „Събирането“. Книгата е емоционален портрет на три поколения от едно голямо ирландско семейство, което е в плен на своето минало, при което горчивината от предателството и силата на опрощението изкривяват спомените, а премълчаваните тайни тровят отношенията между най-близките хора. Романът получава наградата „Ман Букър“ и е обявен за ирландски роман на годината.
През 2011 г. е издаден романа ѝ „Забравеният валс“. Той е удостоен с медала „Андрю Карнеги“ за отлични постижения в художествената литература.
Романът ѝ „Актриса“ от 2020 г. разказва историята на дъщеря, която описва издигането на майка си до славата в ирландския театър, Бродуей и Холивуд от края на ХХ век.
От 2007 г. е член на Кралското литературно дружество. През 2008 г. получава почетната степен „доктор хонорис кауза“ от Националния университет на Ирландия, през 2012 г. от Голдсмитс Колидж на Лондонския университет и през 2014 от Университета на Източна Англия.
Ан Енрайт живее със семейството си в Дъблин.

## Произведения

### Самостоятелни романи
- The Wig My Father Wore (1995)[1][2]
- Finbar's Hotel (1997) – с Дермот Болджър, Роди Дойл, Хюго Хамилтън, Дженифър Джонстън, Джоузеф О'Конър и Колъм Тойбин
- What Are You Like? (2000) – награда „Анкор“
- The Pleasure of Eliza Lynch (2002)
- The Gathering (2007) – награда „Букър“ и ирландски роман на годината
Събирането, изд.: ИК „Колибри“, София (2009), прев. Венцислав Венков
- The Forgotten Waltz (2011) – медал „Андрю Карнеги“
Забравеният валс, изд. „Матком“ (2016), прев. Йордан Костурков
- The Green Road (2015) – награда „Кери груп“
- Actress (2020)
Актриса, изд. „Лист“ (2021), прев. Стела Джелепова

### Сборници
- The Portable Virgin (1991) – награда „Руни“[1][2]
- Yesterday's Weather (2008)

### Документалистика
- Making Babies: Stumbling Into Motherhood (2004) – автобиографичен[1][2][3]
- Babies (2017)
- No Authority (2019)

### Екранизации
- 2010 Every Thing – късометражен